# Kvantum sočutja
Kvantum sočutja (izvirno Quantum of Solace) je 22. film o tajnem agentu Jamesu Bondu 007 iz romanov in kratkih zgodb Iana Fleminga. Producirala ga je filmska hiša EON Productions, filmsko podjetje, ki je produciralo skoraj vse filme o Jamesu Bondu. Je nadaljevanje filma Casino Royale (2006) in drugi z Danielom Craigom v glavni vlogi. V tem filmu se James Bond bori proti Dominicu Greeneu (Mathieu Amalric), članu organizacije Kvantum, ki se izdaja za naravovarstvenika, namerava pa s strmoglavljenjem bolivijskega režima prevzeti nadzor nad vodnimi viri. Bond se maščuje za smrt Vesper Lynd, pomaga pa mu Camille (Olga Kurylenko), ki prav tako želi ubiti Greenea.
Producent Michael G. Wilson je napisal scenarij med snemanjem filma Casino Royale. Naslov je bil izbran iz kratkih zgodbic o Jamesu Bondu leta 1960 z naslovom »Samo za tvoje oči« (»For your eyes only«) Iana Fleminga, čeprav film ne vsebuje nobenih elementov originalne zgodbe. Snemali so na več lokacijah, med drugim v Panami, Čilu, Italiji in Avstriji, medtem ko so bili vsi rekviziti in scene narejeni ter zgrajeni v Pinewood Studios.

## Zgodba
Skoraj uro po zaključku filma Casino Royale, se James Bond v Sieni v Italiji z avtom poda v lov za Mr. Whiteom. Ko ga končno ujame, ga skupaj z dvema agentoma in gospo M zaslišijo. Izda jim, da ima njegova organizacija Kvantum agente v britanski vladi, kot tudi v obveščevalni službi CIA. Eden od agentov, M-ov varnostnik, ubije nekega agenta, osvobodi Mr. Whitea in poskuša pobegniti, vendar ga Bond poišče in v samoobrambi ubije dvojnega agenta. Tajna obveščevalna služba MI6 izsledi opran denar na Haiti, kjer Bond sreča Camille, ki mu pomaga najti Dominica Greenea, neusmiljenega poslovneža in direktorja podjetja Zeleni Planet, zakonitega podjetja, ki ščiti Kvantum. Camille ugotovi, da je bolivijski General Medrano sovražnik Bonda v Južni Ameriki. Bond sledi Greeneu v opero, kjer pod krinko načrtujejo strmoglavljenje Bolivijske vlade z namenom prevzeti vodne zaloge v tej državi. Tam Bond fotografira vpletene in pošlje slike MI6.
Greene z namenom da svoje stike z bolivijsko vlado izrabi za zlom režima v tej državi, na mesto predsednika postavi Generala Medrana. Ta mu v zameno za to da majhen košček zemlje, ki mu pravzaprav da popolno oblast nad vodnimi zalogami v Boliviji. Bond odpotuje v Avstrijo in Južno Ameriko da Greenu prekriža načrte in ostane korak pred CIO, teroristi ter gospo M, medtem pa raziskuje vzrok smrti Vesper Lynd.
Na koncu filma gre Bond v Rusijo, kjer se sooči z Vesperinim ljubimcem, ki je okupiran s kanadskim agentom. Bond ji pove, naj opozori Kandačane. Vseeno pa Bond zapusti stavbo in sreča gospo M, ki se čudi, da ga ni ubil. Izgovori se, da sta Mr. White in njegov Kvantum še zmeraj na izgubi.
Film se konča z legendarno sekvenco s pištolo, ki je zaščitni znak Jamesa Bonda.

## Zasedba
Daniel Craig kot James Bond: Craig pravi da je Bond še zmeraj preveč svojeglav in večkrat naredi napako, zato je v tem filmu ta lik bolj človeški. Craig je sam odigral večino prizorov. To je Craigov drugi film o Bondu.
Mathieu Amalric kot Dominic Greene: vodilni mož organizacije Kvantum, kjer se izdaja za poslovneža, vnetega naravovarstvenika in filantropa. V resnici pa je njegov cilj bolj pridobitniški, namreč nadzor na vodnimi viri v Boliviji.
Olga Kurylenko kot Camille Montes: rusko-bolivijska agentka, ki je bila v sporu z Greeneom in njegovim podjetjem Kvantum. Režiser Foster jo je izbral med 400 kandidatkami.
Gemma Arterton kot Strawberrry Fields: agentka MI6, tajne obveščevalne službe, ki dela na britanskem konzulatu v Boliviji. Izbrana je bila med 7000 kandidatkami.
Judi Dench kot M: M ima v Kvantumu sočutja vidnejšo vlogo kot v prejšnjih filmih o Bondu.
Jesper Christensen kot Mr. White: Bond ga ujame po tistem, ko ukrade denar, priigran v Casino Royalu v Črni gori.
Anatole Taubman kot Elvis: Greenov bratranec in drugi vodilni v organizaciji Kvantum. Ima nenavadno pričesko. Ime je izbral Paul Haggis.
Joaquín Cosío kot General Medrano: Bondov sovražnik v Južni Ameriki. Greene ga kot izgnanca pomaga postaviti na oblast v Boliviji, v zameno za pomoč organizaciji Kvantum.
Jeffrey Wright kot Felix Leiter: agent CIE, ki je hotel ubiti Bonda v filmu Casino Royale.
Giancarlo Giannini kot René Mathis: francoski dvojni agent, ki Bondu pomaga razkriti, za koga delata Le Chiffre in Mr. White.

## Glasba
Filmska glasba je bila posneta pri ameriški založbi J Records. Glasbo je napisal David Arnold. To je njegov peti album iz serije James Bond. Naslovna skladba filma »Another Way to Die« z Alico Keys in White Stripes je tudi prvi duet v zgodovini tega filma. Sprva naj bi pela Amy Winehouse in Mark Ronson, ki sta sprva posnela demo različico, a so si pri založbi premislili.

### Seznam skladb
1. »Time to Get Out«
2. »The Palio«
3. »Inside Man«
4. »Bond in Haiti«
5. »Somebody Wants to Kill You«
6. »Greene & Camille«
7. »Pursuit at Port au Prince«
8. »No Interest in Dominic Greene«
9. »Night at the Opera«
10. »Restrict Bond's Movements«
11. »Talamone«
12. »What's Keeping You Awake«
13. »Bolivian Taxi Ride«
14. »Field Trip«
15. »Forgive Yourself«
16. »DC3«
17. »Target Terminated«
18. »Camille's Story«
19. »Oil Fields«
20. »Have You Ever Killed Someone?«
21. »Perlas de las Dunas«
22. »The Dead Don't Care About Vengeance«
23. »I Never Left«
24. »Another Way to Die« – Jack White & Alicia Keys

## Zaslužek
Na prvi dan predvajanja je v Veliki Britaniji je film zaslužil 8 milijonov $, kar je rekord za otvoritveni petek v zgodovini države.